# 黑家柯
黑家柯（学名：Lithocarpus magneinii）为壳斗科柯属的植物。分布于老挝、越南以及中国大陆的云南等地，生长于海拔700米至1,200米的地区，常生于山地常绿阔叶林中较湿地方，目前尚未由人工引种栽培。

## 别名
黑家栗（云南） 白毛石栎